# Relatório Especial sobre Oceano e a Criosfera em um Clima em Mudança
O Relatório Especial sobre Oceano e a Criosfera em um Clima em Mudança (SROCC), do Painel Intergovernamental sobre Mudanças Climáticas (IPCC) das Nações Unidas, apresenta uma análise dos impactos das alterações climáticas nos oceanos, no gelo marinho, nas calotas polares e nos glaciares em todo o mundo. O documento foi aprovado na 51.ª Sessão do IPCC (IPCC-51), realizada em setembro de 2019, em Mónaco.
O Resumo para formuladores de políticas [en] (SPM) do SROCC foi publicado em 25 de setembro de 2019. O relatório completo, com 1.300 páginas, foi elaborado por 104 autores e editores de 36 países e faz referência a 6.981 publicações.
Esse relatório é o terceiro de uma série de três relatórios especiais do ciclo atual do Sexto Relatório de Avaliação (AR6), iniciado em 2015 e concluído em 2022. O primeiro foi o Relatório Especial sobre o Aquecimento Global de 1,5 °C, enquanto o segundo foi o Relatório Especial sobre as Alterações Climáticas e os Solos [en] (SRCCL), também conhecido como Relatório Especial sobre as Alterações Climáticas, a Desertificação, a Degradação dos Solos, a Gestão Sustentável dos Solos, a Segurança Alimentar e os Fluxos de Gases com Efeito de Estufa nos Ecossistemas Terrestres, publicado em 7 de agosto de 2019.

## Principais declarações

### Resumo do SROCC para formuladores de políticas
Isso destaca a urgência de priorizar ações oportunas, ambiciosas, coordenadas e duradouras.

Resumo do SRCCL para formuladores de políticas (SPM)
No Resumo para Formuladores de Políticas (SPM), o relatório indica que, desde 1970, o oceano global tem aquecido de forma contínua e absorvido mais de 90% do excesso de calor do sistema climático. A taxa de aquecimento dos oceanos mais que dobrou desde 1993. As ondas de calor marinhas têm se intensificado e, desde 1982, muito provavelmente dobraram de frequência. Além disso, a acidificação da superfície oceânica aumentou à medida que os oceanos absorvem mais dióxido de carbono (CO₂). O relatório também aponta que a desoxigenação dos oceanos ocorreu desde a superfície até aproximadamente 1.000 metros (3.300 pés) de profundidade.

### Aumento do nível do mar
O nível médio global do mar (GMSL) tem aumentado a uma taxa de 3,66 mm (0,144 pol.) por ano, o que corresponde a um ritmo 2,5 vezes mais rápido do que o registrado entre 1900 e 1990. Com essa aceleração, estima-se que o nível do mar possa subir entre 30 cm (12 pol.) e 60 cm (24 pol.) até 2100, mesmo que as emissões de gases de efeito estufa sejam drasticamente reduzidas e o aquecimento global seja limitado a menos de 2 °C. Caso as emissões continuem a aumentar significativamente, a elevação pode variar de 60 cm (24 pol.) a 110 cm (43 pol.). No resumo do SROCC, o Sumário do carbono [en] destacou que a taxa de aumento do nível do mar no último século é considerada sem precedentes. Além disso, as projeções de cenários mais extremos são mais elevadas do que se estimava anteriormente, e um aumento de até 2 metros (6,6 pés) até 2100 não pode ser descartado caso as emissões continuem a crescer de forma intensa.

### Desoxigenação dos oceanos
As mudanças na química do oceano estão afetando a viabilidade das espécies em toda a cadeia alimentar marinha [en]. Com o aumento da temperatura dos oceanos, a mistura entre as camadas de água [en] diminui, reduzindo a disponibilidade de oxigênio e nutrientes para a vida marinha.

### Circulação meridional de capotamento do Atlântico
O capítulo 6 aborda a Circulação meridional de capotamento do Atlântico (Atlantic Meridional Overturning Circulation – AMOC) e indica que é muito provável que essa circulação enfraqueça ao longo do século XXI, embora um colapso seja considerado improvável. O enfraquecimento da AMOC pode resultar em uma redução da produtividade marinha no Atlântico Norte, um aumento na ocorrência de tempestades de inverno na Europa, uma diminuição nas chuvas de verão no Sahel e no sul da Ásia, uma redução no número de ciclones tropicais no Atlântico e um aumento no nível do mar em determinadas regiões do oceano Atlântico, especialmente ao longo da costa nordeste da América do Norte.
O Carbon Brief descreve a AMOC como um sistema de correntes no oceano Atlântico responsável pelo transporte de águas quentes dos trópicos para a Europa. Esse processo é impulsionado pela formação da Água Profunda do Atlântico Norte, que ocorre com o afundamento de água fria e salgada nas altas latitudes do Atlântico Norte.

### Derretimento das geleiras
De 2006 a 2015, houve uma aceleração do derretimento das geleiras na Groenlândia e na Antártica, bem como nas geleiras das montanhas em todo o mundo. Isso agora representa uma perda de 720 bilhões de toneladas (653 bilhões de toneladas métricas) de gelo por ano.

### Mantos de gelo
O Carbon Brief disse que o derretimento das camadas de gelo da Groenlândia é “sem precedentes em pelo menos 350 anos”. O derretimento combinado das camadas de gelo da Antártica e da Groenlândia contribuiu com “700% a mais para o nível do mar” do que na década de 1990.

### Diminuição do gelo marinho no Ártico
O Oceano Ártico poderá ficar sem gelo em setembro “um ano em cada três” se o aquecimento global continuar a subir até 2 °C. Antes da industrialização, isso acontecia apenas “uma vez a cada cem anos”.

### Diminuição da biomassa global de animais marinhos e da captura de peixes
Desde 1950, muitas espécies marinhas de vários grupos passaram por mudanças na área geográfica e nas atividades sazonais em resposta ao aquecimento do oceano, às mudanças no gelo marinho e às mudanças biogeoquímicas, como a perda de oxigênio, em seus habitats.

Resumo do SRCCL para formuladores de políticas (SPM)
No Capítulo 5: Oceano em Transformação, Ecossistemas Marinhos e Comunidades Dependentes, os autores indicam que o aquecimento dos oceanos está afetando os organismos marinhos, com impactos diretos sobre as comunidades humanas, a pesca e a produção de alimentos. O Times afirmou que, devido às mudanças climáticas, é provável que haja uma redução de 15% na população de animais marinhos e uma diminuição de 21% a 24% nas capturas da pesca em geral até o final do século XXI.

### Diminuição da cobertura de neve e gelo dos lagos
No “Capítulo 3: Regiões polares”, os autores relataram que houve um declínio na cobertura de neve e gelo de lagos. De 1967 a 2018, a extensão da neve em junho diminuiu a uma taxa de “13,4 ± 5,4% por década”.

### Descongelamento do permafrost
As mudanças futuras no permafrost induzidas pelo clima podem levar a alterações nos habitats e biomas, resultando em mudanças na distribuição e na abundância de espécies ecologicamente importantes. À medida que o solo do permafrost descongela, há a possibilidade de liberação de carbono. O reservatório de carbono presente no solo do permafrost é significativamente maior do que o carbono armazenado na biomassa das plantas.
Avaliações de especialistas e estudos laboratoriais de incubação do solo sugerem que quantidades substanciais de carbono (dezenas a centenas de petagramas de carbono – Pg C) podem ser transferidas do reservatório de carbono do permafrost para a atmosfera sob o cenário de emissões do Representative Concentration Pathway (RCP) 8.5.

### Ilhas e costas baixas
Na seção final sobre ilhas e costas de baixa altitude (Low-Lying Islands and Coasts – LLIC), o relatório destaca que cidades e megacidades, como Nova York, Tóquio, Jacarta, Mumbai, Xangai, Lagos e Cairo, estão sob risco significativo devido às mudanças nos oceanos e na criosfera relacionadas ao clima.
Caso as emissões de gases de efeito estufa permaneçam elevadas, algumas ilhas de baixa altitude podem se tornar inabitáveis até o final do século XXI. Estima-se que regiões de baixa altitude, incluindo ilhas e a Zona Costeira de Baixa Elevação [en], abrigassem cerca de 625 milhões de pessoas no ano 2000, sendo a maioria em países em desenvolvimento.

## Reações
No artigo publicado em 25 de setembro, o New York Times destacou a manchete "We're All in Big Trouble" ("Estamos todos em grandes apuros"). Segundo o jornal, o nível do mar está subindo a um ritmo cada vez mais acelerado devido à redução do gelo e da neve, enquanto os oceanos estão se tornando mais ácidos e perdendo oxigênio. O artigo citou Michael Oppenheimer, da Universidade de Princeton, um dos principais autores do relatório, que afirmou: "Os oceanos e as partes geladas do mundo estão enfrentando grandes problemas, e isso significa que todos nós também estamos. As mudanças estão se acelerando."
Valérie Masson-Delmotte, copresidente do Grupo de Trabalho I do IPCC, foi citada durante o evento em Mônaco, dizendo que "a mudança climática já é irreversível. Devido à absorção de calor pelos oceanos, não podemos voltar atrás."
A BBC referiu-se ao relatório como um "alerta vermelho no Planeta Azul".
A revista The Economist afirmou que "os oceanos do mundo estão ficando mais quentes, mais tempestuosos e mais ácidos. Eles estão se tornando menos produtivos à medida que os ecossistemas marinhos entram em colapso. O derretimento das geleiras e das camadas de gelo está elevando o nível do mar, aumentando o risco de inundações e afetando centenas de milhões de pessoas que vivem em áreas costeiras."
O PBS NewsHour citou Ko Barrett, da Administração Nacional Oceânica e Atmosférica (NOAA) e vice-presidente do IPCC, que destacou: "Em conjunto, essas mudanças mostram que o oceano e a criosfera do mundo vêm sofrendo com as mudanças climáticas há décadas. As consequências para a natureza são abrangentes e graves."
O The Atlantic descreveu o relatório como "um sucesso de bilheteria".
Já a National Geographic afirmou que, segundo o relatório, "esses desafios só vão piorar, a menos que os países tomem medidas rápidas para reduzir as emissões de gases de efeito estufa. [...] Mas uma ação forte e decisiva ainda pode prevenir ou mitigar alguns dos piores impactos."